# Razze caprine

## Capre italiane
- Alpina comune
- Argentata dell'Etna
- Bianca Monticellana o Bianca di Monte San Biagio
- Capra bionda dell'Adamello
- Bormina
- Capestrina
- Capra dell'Aspromonte
- Capra dell'Aquila
- Capra di Livo
- Capra di Potenza
- Capra di Teramo
- Capra frisa o Frontalasca
- Capra napoletana
- Caserta
- Ciavenasca
- Cilentana Fulva
- Cilentana Grigia
- Cilentana Nera
- Ciociara Grigia
- Derivata di Siria
- Fasana o colombina
- Garfagnina

- Garganica
- Capra girgentana
- Grigia Lucana
- Grigia delle valli di Lanzo o Fiurina
- Grigia Molisana o capra di Campobasso
- Capra istriana
- Jonica
- Lariana
- Capra maltese
- Capra messinese
- Capra di Montecristo
- Facciuta della Valnerina o Capra della Valnerina
- Murgese di Foggia
- Nera Rustica
- Nicastrese
- Orobica
- Passiria o Passeier
- Pedula
- Capra Pezzata Rossa
- Pomellata

- Roccaverano
- Rustica di Calabria
- Salerno
- Sarda
- Sarda Primitiva
- Sciara
- Screziata
- Capra selvatica di Galitone
- Capra selvatica di Joura
- Selvatica Samotracia
- Sempione
- Capra valdostana
- Capra valfortorina
- Capra valgerola
- Capra della valle dei Mocheni
- Capra della valle del Chiese
- Capra della valle di Fiemme
- Vallesana
- Verzaschese
- Razze caprine italiane minori

## Popolazioni rinselvatichite
- Capra di Auckland (estinta)
- Capra di San Clemente

## Capre da latte
- Camosciata delle Alpi
- Capra anglo-nubiana
- Capra Appenzell
- Capra Golden Guernsey
- Capra grigia
- Capra grigionese
- Capra La Mancha
- Capra nana nigeriana
- Capra Oberhasli
- Capra Rove
- Capra Saanen
- Capra Sable Saanen
- Capra Stiefelgeiss
- Capra Toggenburg
- Capra Kinder
- Capre delle Canarie; Majorera su Fuerteventura, Palmera su La Palma, etc.
- Murciana
- Poitevine

## Capre da lana
- Capra d'Angora
- Capra cashmere australiana
- Capra cashmere
- Kashmir
- Capra Pygora
- Capra Nigora

## Capre da carne
- Capra boera
- Capra kiko
- Capra spagnola
- Fainting goat
- Capra pigmea
- Capra GeneMaster
- Capra Kalahari Red
- Capra Savanna

## Capre da compagnia
- Capra in miniatura australiana
- Tibetana o Nana Africana

## Capre da pelle
- Capra nera del Bengala